# ヴォス
ヴォス（ Voss）はノルウェーのヴェストランのホルダラン県にある都市である。人口は16,144人（2023年）。ボスとも表記される。

## 概要
- 1023年に設立[5]、ウィンターリゾート地[6]として知られ、2005年に行われたフリースタイルスキー・ワールドカップでモーグルの上村愛子が優勝[7]、2013年3月に行われたフリースタイルスキー世界選手権の開催地[8]で、伊藤みきが6日にはモーグル女子の決勝で銀メダル[4]を、8日にはデュアルモーグル決勝で同じく銀メダル[9]を獲得した場所である。
- 観光地には1277年に建立、石造りのゴシック教会で第2次世界大戦中にドイツ軍に侵攻され、破壊されずに免れていたヴォス教会（Voss kirke）[3][6]や16世紀から19世紀に建てられた農家など19棟が保存展示されているヴォス民俗博物館（Voss Folkemuseum）[3]、標高660mのハングレン山[10]、ヴァングス湖（Vangsvatnet）[10]がある。
- 2020年1月1日、東隣のGranvinを編入した[11]。
- ニーノシュクが採用されている[12]。

## 出身有名人
- カーリ・トロー（2002年ソルトレークシティオリンピックの女子モーグルの金メダリスト）
- ラーシュ・ビステル（2006年トリノオリンピックスキージャンプノーマルヒル個人金メダリスト）